# 코코넛크림

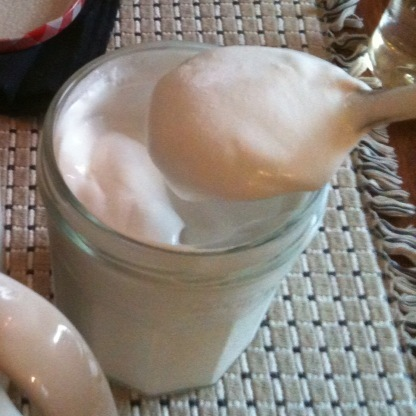
코코넛크림

코코넛크림(coconut cream)은 잘 익은 코코넛의 과육에서 얻은 크림과 비슷한 음식이다. 코코넛밀크보다 걸쭉하며, 코코넛기름을 많이 함유한다.

## 같이 보기
- 코코넛기름
- 코코넛버터
- 코코넛밀크
- 코코넛워터